# Lasioglossum verae
Lasioglossum verae är en biart som beskrevs av Pesenko 1986. Lasioglossum verae ingår i släktet smalbin, och familjen vägbin. Inga underarter finns listade i Catalogue of Life.